# Kunir (Butuh)
Kunir is een bestuurslaag in het regentschap Purworejo van de provincie Midden-Java, Indonesië. Kunir telt 1141 inwoners (volkstelling 2010).